# NGC 1434
NGC 1434 (również PGC 13804) – galaktyka spiralna (S0-a), znajdująca się w gwiazdozbiorze Erydanu. Odkrył ją w 1886 roku Frank Muller.